# Cratere Mab
Mab è un cratere sulla superficie di Ariel.